# Казимир (маркграф Бранденбург-Кульмбаха)
Ка́зимир Бранденбу́рг-Ку́льмбахский (нем. Kasimir von Brandenburg-Kulmbach; 27 сентября 1481, Ансбах, маркграфство Бранденбург — 21 сентября 1527, Офен, королевство Венгрия) — принц из дома Гогенцоллернов, сын бранденбургского маркграфа Фридриха I, маркграф Бранденбург-Кульмбаха с 1515 по 1527 год.

## Биография

### Ранние годы
Казимир родился в Ансбахе 27 сентября 1481 года. Он был вторым ребёнком и старшим сыном в семье Фридриха I, маркграфа Бранденбург-Ансбаха (с 1486 года) и Бранденбург-Кульмбаха (1495 года) и Софии Польской, принцессы из дома Ягеллонов. По отцовской линии принц приходился внуком Альбрехту III, курфюрсту Бранденбурга и Анне Саксонской, принцессе из дома Веттинов. По материнской линии он был внуком Казимира IV, короля Польши и великого князя Литвы и Елизаветы Германской, принцессы из дома Габсбургов.
С 1498 года Казимир исполнял обязанности штатгальтера маркграфства, во время частых поездок отца за границы владений. Фридрих I разрешал сыну править феодом под началом опытных советников. В 1515 году, чтобы спасти маркграфство от окончательного разорения из-за расточительного образа жизни, который вёл их отец, сыновья Фридриха I — Казимир и Георг низложили отца. Казимиру досталось маркграфство Бранденбург-Кульмбах, Георгу — маркграфство Бранденбург-Ансбах. Так, как Георг большую часть времени находился при венгерском королевском дворе, Казимир от имени брата был штатгальтером его владений.
Свержение Фридриха I привело к возмущению других сыновей маркграфа и его родственников. Иоахим I Нестор, курфюрст Бранденбурга во время поездки в Аугсбург предпринял попытку договориться с кузенами об освобождении дяди, но те не впустили его в крепость Плассенбург — резиденцию маркграфов в Кульмбахе. Другой кузен Казимира и Георга — Альбрехт принял их сторону, после чего при поддержке императора получил сан кардинала. Только в 1522 году стороны пришли к соглашению, в котором были учтены интересы всех сыновей низложенного Фридриха I.

### Брак и потомство
25 августа 1518 года на рейхстаге в Аугсбурге Казимир сочетался браком с Сусанной Баварской (2.4.1502 — 23.4.1543), принцессой из дома Виттельсбахов, дочерью Альбрехта IV Мудрого, герцога Баварии и Кунигунды Австрийской, эрцгерцогини из дома Габсбургов. Свадебные торжества длились несколько дней сначала в Аугсбурге, затем в Ансбахе. Этим браком дядя принцессы, Максимилиан I, император Священной Римской империи, пытался укрепить связи между франконской ветвью дома Гогенцоллернов и императорской ветвью дома Габсбургов.
Несмотря на большую разницу в возрасте, брак оказался счастливым. У супругов родились пятеро детей — два сына и три дочери:
- Мария (14.10.1519 — 31.10.1567), принцесса Бранденбург-Кульмбахская, 21 октября 1537 года сочеталась браком с Фридрихом III Благочестивым (14.2.1515 — 26.10.1576), курфюрстом Пфальца;
- Екатерина (1520—1521), принцесса Бранденбург-Кульмбахская, умерла в младенческом возрасте;
- Альбрехт (28.3.1522 — 8.1.1557), маркграф Бранденбург-Кульмбаха под именем Альбрехта II Воинственного;
- Кунигунда[нем.] (1524 — 27.2.1558), принцесса Бранденбург-Кульмбахская, 10 марта 1551 года сочеталась браком с Карлом II (24.7.1529 — 23.3.1577), маркграфом Баден-Дурлаха;
- Фридрих (род.и ум. 1525), принц Бранденбург-Кульмбахский, умер вскоре после рождения.

После смерти Казимира его брат Георг Благочестивый стал регентом в маркграфстве Бранденбург-Кульмбах при сыне и наследнике маркграфа — Альбрехте II. Он сложил с себя регентские полномочия по достижению племянником совершеннолетия в 1541 году.

### Участие в конфликтах и войнах

#### Швабская война
Казимир был вассалом императоров Фридриха III и Максимилиана I. Вместе с Фридрихом III и баденским маркграфом Кристофом I, он, как один из руководителей Швабского союза, сражался против Швейцарского союза во время Швабской войны. В 1499 году Казимир присутствовал на мирных переговорах в Базеле. В последующие годы он неоднократно оказывал услуги дому Габсбургов в качестве полководца и дипломата. В 1506 году в Швебиш-Халле Казимир, поддерживая дом Габсбургов, выступил против Швабского союза. В 1509 году он защищал их интересы на рейхстаге в Вормсе. В 1513 году маркграф вошёл в состав имперской комиссии на собрании Швабского союза в Нёрдлингене, расследовавшей массовые беспорядки под руководством Гёца фон Берлихингена. Он, вместе с баварским герцогом Вильгельмом IV, следил за ходом войны. Казимир также участвовал в действиях Швабского союза против вюртембергского герцога Ульриха, который был наказан за то, что захватил имперский город Ройтлинген. В рамках этой кампании в мае 1519 года он возглавил кавалерию из семьсот рыцарей, которую повёл на Энинген.

#### Спор с городом Нюрнберг
В 1502 году обострился конфликт, существовавшей между нюрнбергскими маркграфами и имперским городом Нюрнберг, из-за протекции над ярмаркой в Аффальтербахе. Городской совет заявил о своём праве на протекцию в этом анклаве. Казимир отказался признавать это право. Началась политическая игра. Армия имперского города первой заняла Аффальтербах. В ответ Казимир вторгся в пригороды Нюрнберга. Понеся большие потери, армия имперского города отступила от Аффальтербаха. Ей также пришлось сдать свои знамёна, которые были выставлены в церкви в Швабахере. Этот конфликт нашёл отражение в народных песнях. Позднее Казимир был также вовлечен в ряд пограничных споров с имперским городом Нюрнберг.

#### Франконская война
Казимир, бывший одним из руководителей Швабской союза с 1499 года, в 1522 году вышел из его состава, после того, как имперский город Нюрнберг, традиционно соперничавший сначала с бургграфством Нюрнберг, а затем и маркграфством Нюрнберг, объявил войну барону Гансу Томасу фон Абсбергу и его союзникам. Причиной начала конфликта послужили разбойничьи действия барона. Во время начавшейся в 1523 году Франконской войны было разрушено несколько замков баронов. События этого конфликта были задокументированы Гансом Вандерейсом в серии гравюр.

#### Крестьянская война

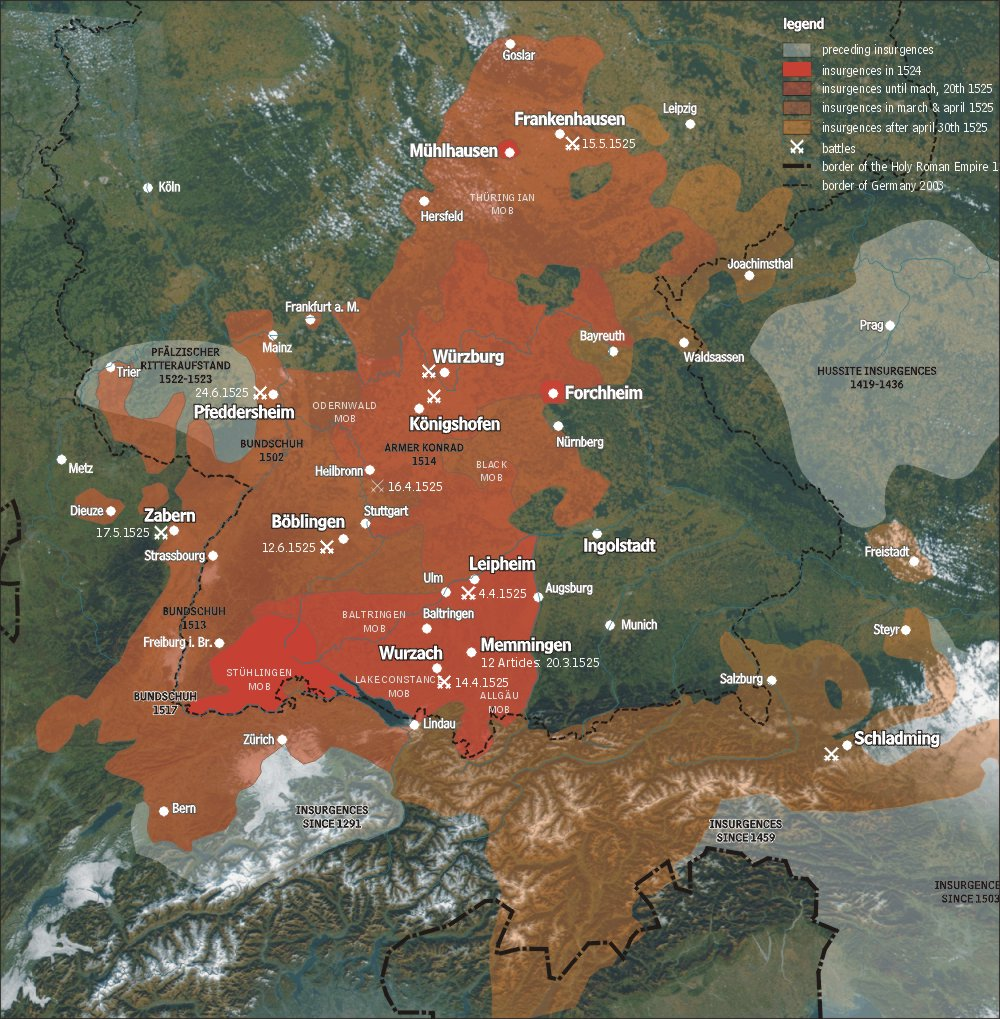
Карта территории, охваченной Крестьянской войной в Священной Римской империи в 1525 году

Началом крестьянской войны в Германии стало нападение повстанцев в 1525 году на епархию Вюрцбурга, во главе которой находился князь-епископ Конрад фон Тюнген, и епархию Бамберга, которой руководил князь-епископ Вейганд фон Редвиц. Весной 1525 года в Нойштадт-ан-дер-Айше Казимир участвовал в собрании имперских князей, чьи владения находились по соседству с двумя епископскими княжествами. Во время собрания стороны предприняли попытку договориться о способах подавления восстания, угрожавшего распространиться из Швабии в Оденвальд. Казимир активно участвовал в обсуждении проблемы, вместе с князьями-епископами Вюрцбурга, Бамберга и Эйхштетта, графами Альбрехтом фон Гогенлоэ-Ноэнштайном и Георгом фон Вальденбургом, а также графами Лимпурга, Вертхейма, Хеннеберга и Кастелла. Переговорный процесс был сорван из-за недоверия, вызванного пограничными спорами между светскими и духовными княжествами империи. Казимир был противником Реформации; в отличие от своего брата Георга, он относился к протестантизму враждебно. Увеличение численности повстанцев, в том числе за счёт «Чёрного отряда», привело к свержению князь-епископа Вюрцбурга, который бежал из своих владений; защитники епископского княжества отступили в крепость Мариенберг в Вюрцбурге.
Не жалея средств и усилий, Казимир в своих владениях готовился к обороне от нападения повстанцев. Он призвал подданных к оружию и пригласил наёмников. Первую победу над восставшими крестьянами Казимир одержал, отбив у них имперский город Ротенбург. Он вернулся из этого рейда с многочисленными трофеями. Однако, вскоре после этого, слабый городской совет Ротенбурга передал власть горожанам, которые заключили соглашение с повстанцами. Оттуда волнения распространились уже на земли Казимира, включая владения Крайльсхайм, Лобенхаузен-Анхаузен, Вердек-Гераброн и Бемберг-Визенбах. Казимир отступил в Ансбах и приказал сформировать новые отряды из подданных в своих владениях на Кульбахском нагорье, но те также восстали. Маркграф был вынужден ограничиться войском из чешских наемников, которыми укрепил оборону большинства своих замков.
С приходом армии Швабского союза и других союзников князя-епископа Вюрцбурга неорганизованные крестьянские войска были разбиты в районе Вюрцбурга. Огромные потери вскоре сломили сопротивление восставших. Казимир, чьи действия присвоили ему прозвище «гончий пёс», одержал победу. Мятежные деревни, которые не сдавались без сопротивления, были им сожжены. Такая методика борьбы с повстанцами привела к тому, что владения маркграфа значительно опустели. В Фойхтвангене за день им были убиты триста человек. В Китцингене, Казимир дал слово бальи Людвигу фон Гуттену, что пощадит жизни жителей, но, как только те сдались на его милость, приказал кому отрубить пальцы, кому выколоть глаза, а кого изгнать. Слуга маркграфа Августин Стак лично выколол глаза пятидесяти восьми людям. Такое поведение Казимира даже его современники считали крайне жестоким. В наказание за сотрудничество с повстанцами, он отнял часть территорий у имперского города Ротенбург; рынки городов Ротенбург и Швайнфурт по приказу маркграфа поливали кровью обезглавленных им людей. Так, как Казимир имел полномочия государственного экзекутора, это делает возможным предположение, что в наказании имперских городов маркграф действовал от имени императора или Швабского союза. К наказанию подданных он привлёк и своего младшего брата Иоганна Альбрехта, которого направил в Байройт для экзекуций над теми, кто отказался встать под ружьё по его приказу во время восстания. Лишь в ноябре 1526 года, когда стало известно, что от его действий пострадали и невиновные люди, Казимир прекратил репрессии.

#### Малая война в Венгрии
Участвуя в качестве имперского комиссара на рейхстаге в Аугсбурге в декабре 1525 года и рейхстаге в Шпейере в августе 1526 года, Казимир подтвердил свою лояльность по отношению к дому Габсбургов.
На коронации эрцгерцога Фердинанда в 1527 году, как короля Чехии, тяжело больной маркграф присоединился к кампании императора в венгерском королевстве против Яноша Запольяи. Так, как его брат Георг Благочестивый тоже участвовал в этой кампании, Казимир вернулся в маркграфство, чтобы назначить штатгальтеров своих франконских владений и увеличить численность войска. В июле 1527 года он достиг границы венгерского королевства. Крепости на реке Дунай сдались ему без боя. Свой штаб маркграф разместил в Офене (ныне Будапешт). 27 сентября 1527 года он умер в этой крепости от дизентерии в присутствии короля Фердинанда и брата Георга; последнему Казимир поручил заботу о своем пятилетнем сыне и наследнике Альбрехте II Алкивиаде.
Теодор Хирш заканчивает биографию маркграфа словами о том, что из-за зверств, совершённых Казимиром во время подавления крестьянского восстания, его биография так и осталась до конца не исследованной историками.

## В культуре
Сохранился ряд прижизненных портретов Казимира кисти разных авторов. Особого внимания заслуживают три портрета маркграфа кисти Лукаса Кранаха Старшего. Все три хранятся в европейских музеях: портрет Казимира около 1522 года находится в Музее истории искусств в Вене, остальные два в Германском национальном музее в Нюрнберге и Баварских государственных собраниях картин в Мюнхене.